# Либгарроу
Либгарроу (англ. Leabgarrow; ирл. An Leadhb Gharbh) — деревня в Ирландии, находится в графстве Донегол (провинция Ольстер) на острове Арранмор. Перевод на английский язык, Либгарроу означает «пересеченная местность». В поселении есть почтовое отделение, средняя школа и паромный порт.